# 위험한 파티
《위험한 파티》(Dark Obsession, Diamond Skulls)는 영국에서 제작된 닉 브룸필드 감독의 1989년 드라마 영화이다. 가브리엘 번 등이 주연으로 출연하였고 팀 베번 등이 제작에 참여하였다.

## 출연

### 주연
- 가브리엘 번
- 아만다 도노호

### 조연
- 스트루언 로저
- 더글라스 호지
- 피터 샌즈
- 데이비드 델브
- 랠프 브라운
- 알렉산더 클렘슨
- 캐서린 리브시

## 기타
- 미술: 조셀린 제임스
- 의상: 메리 제인 레이너